# Gunung Pucuk Malelang
Gunung Pucuk Malelang är ett berg i Indonesien.   Det ligger i provinsen Aceh, i den västra delen av landet, 1 600 km nordväst om huvudstaden Jakarta. Toppen på Gunung Pucuk Malelang är 1 571 meter över havet, eller 109 meter över den omgivande terrängen. Bredden vid basen är 0,56 km.
Terrängen runt Gunung Pucuk Malelang är kuperad åt nordost, men åt sydväst är den bergig. Runt Gunung Pucuk Malelang är det ganska tätbefolkat, med 54 invånare per kvadratkilometer. I omgivningarna runt Gunung Pucuk Malelang växer i huvudsak städsegrön lövskog.